# Estadio Rafael Bolaños
El Estadio Rafael Bolaños, es un estadio privado  multiusos ubicado en El Coyol, en las afueras de la ciudad de  Alajuela, Costa Rica. 
Fue inaugurado en 2003 y en 2017 recibió varias remodelaciones importantes en su infraestructura. Es parte del Complejo Deportivo Wílmer "El Pato" López.
El estadio es usado por la Asociación Deportiva Carmelita para sus juegos de local en la   Segunda División.

## Historia
Cuando se construyó el Complejo Deportivo Cultural y Familiar Wilmer “El Pato” López, se pensó en tener un lugar en la provincia de Alajuela diferente a todos los ya existentes. Se pensó en crear un lugar agradable para la práctica del deporte y la recreación. Que contribuyera con la sociedad, la comunidad y especialmente con la juventud. Así fue como se construyó el más amplio, seguro y cómodo complejo de canchas de fútbol cinco que ha existido en el país. Y que lleva el nombre de uno de los últimos ídolos deportivos de la provincia. 
Desde el 3 de agosto de 2003, se ha brindado a todos los clientes instalaciones deportivas con magníficos camerinos, amplios pasillos, parqueo amplio y gratuito, seguridad privada y muchas otras comodidades existentes en el lugar.
Este Complejo con inversión nacional, tiene a disposición 5 canchas de fútbol cinco, una de fútbol siete y otra de fútbol nueve, gimnasio con instructor personal, sala de teatro para alquiler, salón multiuso para eventos, salón de juegos infantiles, restaurante, heladería, tienda deportiva y un personal calificado.
En 2017  se inició con la construcción y remodelación de una cancha de fútbol apta para partidos de Primera División, finalmente en 2017 se concluyó con las obras de instalación del césped artificial y las graderías con capacidad para alrededor de 2000 personas. 
Este inmueble se inauguró oficialmente el 21 de enero de 2018 en el partido de la Asociación Deportiva Carmelita ante el Pérez Zeledón por el Torneo de Clausura del 2018, con marcador de 0-1 a favor de los visitantes.
El estadio se denominó "Rafael Bolaños" en homenaje al padre del propietario del terreno y máximo inversionista del equipo  de Carmelita.